# Calipso (singolo)
Calipso è un singolo del DJ producer italiano Charlie Charles in collaborazione con il produttore italiano Dardust, pubblicato il 26 aprile 2019.

## Descrizione
Il brano si caratterizza per un incrocio tra sonorità hip hop, dance e pop con altre tratte dalla musica latina e quella africana, con un campionamento di sassofono utilizzato come base principale, e ha visto la partecipazione vocale del cantante Mahmood (con il quale i due produttori avevano collaborato al singolo Soldi, vincitore del Festival di Sanremo 2019) e dei rapper italiani Sfera Ebbasta e Fabri Fibra.
Calipso è stato presentato per la prima volta dal vivo da tutti gli artisti in occasione del concerto al Mediolanum Forum di Sfera Ebbasta.

## Video musicale
Il video è composto da varie scene in  luoghi differenti, siti nella Provincia di Napoli, nei comuni di Napoli, Pozzuoli, Giugliano in Campania, Bacoli, Marano di Napoli e Quarto.

## Tracce
Testi e musiche di Davide Petrella, Gionata Boschetti, Alessandro Mahmoud, Fabrizio Tarducci, Paolo Alberto Monachetti e Dario Faini.
1. Calipso (feat. Sfera Ebbasta, Mahmood & Fabri Fibra) – 3:10

## Successo commerciale
Calipso ha ottenuto un buon successo in Italia, conquistando la vetta della Top Singoli. Al termine dell'anno è risultato essere il 12º brano più trasmesso dalle radio.

## Classifiche

### Classifiche settimanali
| Classifica (2019) | Posizione massima |
| ----------------- | ----------------- |
| Italia            | 1                 |

### Classifiche di fine anno
| Classifica (2019) | Posizione |
| ----------------- | --------- |
| Italia            | 5         |